# Rolf-Dieter Amend
Rolf-Dieter Amend (* 21. März 1949 in Magdeburg; † 4. Januar 2022 in Potsdam-Neu Fahrland) war ein deutscher Kanute und Kanutrainer.

## Werdegang
Bei den Olympischen Spielen 1972 wurde Rolf-Dieter Amend zusammen mit Walter Hofmann auf dem Augsburger Eiskanal Kanuslalom-Olympiasieger im Zweier-Canadier. Da Kanuslalom für 1976 nicht mehr Bestandteil des olympischen Programms war, lief die Förderung in der DDR aus. Amend beendete seine aktive Sportlerkarriere und studierte Sport an der Deutschen Hochschule für Körperkultur in Leipzig (insbesondere bei Jochen Lenz).  
Nach Abschluss seines Sportstudiums arbeitete er als Trainer im Kanurennsport. Beim ASK Vorwärts Potsdam war er zunächst als Nachwuchstrainer tätig, ab 1985 betreute die Leistungsklasse-Athleten wie die späteren Olympiasieger Kay Bluhm und Torsten Gutsche. Ab 1991 war er Bundestrainer der Kajak-Herren und zudem zuständig für die Sportfördergruppe der Bundeswehr in Potsdam. Zu den von ihm persönlich betreuten Sportlern zählten u. a. die Olympiasieger Mark Zabel, Olaf Winter, Manuela Mucke, Tim Wieskötter und Ronald Rauhe. Als Bundestrainer war er an neun Olympiasiegen beteiligt, zuletzt am Gold von Martin Hollstein und Andreas Ihle im Zweier-Kajak bei den Olympischen Spielen 2008 in Peking.
Im Jahr 2008 wurde er vom Deutschen Olympischen Sportbund als Trainer des Jahres ausgezeichnet.
Amend war verheiratet und Vater von zwei Kindern. Er lebte zuletzt in Neu Fahrland, wo er am 4. Januar 2022 verstarb.

## Auszeichnungen (Auswahl)
- 1972: Vaterländischer Verdienstorden in Silber
- 2009: Verdienstorden des Landes Brandenburg